# Jessica Biel
Jessica Claire Biel-Timberlake (Ely (Minnesota), 3 maart 1982) is een Amerikaans actrice.

## Biografie
Biel groeide op in Boulder, Colorado en begon haar carrière als musicalactrice/zangeres nog voor ze 12 jaar was. Op haar twaalfde maakte ze de stap naar tienermodel. Nog geen twee jaar later resulteerde dat in de rol van Mary Camden in de populaire familieserie 7th Heaven, waarmee ze internationale bekendheid verwierf. De serie was meteen een groot succes en gedurende het seizoen kreeg ze ook aanbiedingen om in films te acteren.
De eerste film die ze maakte was Ulee's Gold, met onder meer Peter Fonda. Ondanks het succes van deze film speelde ze tot haar vertrek uit 7th Heaven in 2002 slechts in twee andere films; daarna volgden wel meer films.
Biel is sinds 12 oktober 2012 gehuwd met Justin Timberlake. In 2015 kregen zij een zoon.
In juni 2019 sprak Biel zich in Californië uit tegen een wetsvoorstel dat medische uitzonderingen op vaccinaties zou beperken. Omdat ze daarbij optrad met vaccinatiescepticus Robert F. Kennedy jr., werd ze door verschillende media omschreven als een 'anti-vaxxer'. Biel ontkende zelf dat ze tegen vaccinaties is en verklaarde dat ze alleen bezorgd was over de gevolgen van het wetsvoorstel voor kinderen met medische problemen.

## Filmografie
- Bibsys: 5044078
- Biblioteca Nacional de España: XX1491754
- Bibliothèque nationale de France: cb144482988 (data)
- Catàleg d'autoritats de noms i títols de Catalunya: 981058508737506706
- Gemeinsame Normdatei: 142992720
- International Standard Name Identifier: 0000 0001 1450 6094
- Library of Congress Control Number: no2003054883
- MusicBrainz: 93119128-f6ad-4d2e-95b2-bfe9abf4d104
- Nationale Bibliotheek van Tsjechië: xx0041630
- Nationale bibliotheek van Australië: 41136944
- Nationale Bibliotheek van Israël: 987007330033205171
- Nationale Bibliotheek van Polen: a0000001752609
- Nederlandse Thesaurus van Auteursnamen: 265392810
- Système universitaire de documentation: 15627471X
- Trove: 1452641
- Virtual International Authority File: 85562117
- WorldCat: E39PBJxxbh38w837HfctXKPCwC